# Serra de les Agulles
Serra de les Agulles är en ås i Spanien.   Den ligger i provinsen Província de València och regionen Valencia, i den östra delen av landet, 300 km sydost om huvudstaden Madrid.